# Robin Welsh
Robin Welsh (* 20. Oktober 1869 in Edinburgh; † 21. Oktober 1934 ebenda) war ein schottischer Rugby-Union-Spieler und Curler, der 1924 mit 54 Jahren der bis heute älteste Olympiasieger bei Winterspielen wurde.  
Welsh spielte als Third der britischen Mannschaft bei den I. Olympischen Winterspielen 1924 in Chamonix im Curling. Die Mannschaft gewann die olympische Goldmedaille. 
Für die schottische Rugby-Union-Nationalmannschaft Welsh spielte vier Spiele in den Jahren 1895–1896.

## Erfolge
- Olympiasieger 1924